# Bamyan (tỉnh)
Bamyan (tỉnh) là một trong 34 tỉnh của Afghanistan. Tỉnh lỵ là thành phố Bamyan. Tỉnh có dân số gần người, diện tích km2. Tỉnh nằm ở trung tâm địa lý của quốc gia này. Phần lớn tỉnh này là người Hazara, với 16% người Sadat, Tajiks 15%, và người Pashtun và người Tatar với số lượng nhỏ hơn. Bamyan là tỉnh lớn nhất trong khu vực Hazarajat của Afghanistan, và là thủ đô văn hóa của nhóm dân tộc Hazara chiếm ưu thế trong khu vực.
Trong thời cổ đại, trung tâm Afghanistan là chiến lược được đặt để phát triển mạnh từ các đoàn buôn con đường tơ lụa đi qua khu vực giữa Đế chế La Mã, Trung Quốc, Trung và Nam Á. Bamyan là một điểm dừng cho nhiều du khách. Thành phố có các yếu tố của Hy Lạp, Ba Tư và nghệ thuật Phật giáo được kết hợp thành một phong cách cổ điển độc đáo, được gọi là nghệ thuật Hy Lạp Phật giáo.